# Austrochorema denticulatum
Austrochorema denticulatum är en nattsländeart som beskrevs av Schmid 1989. Austrochorema denticulatum ingår i släktet Austrochorema och familjen Hydrobiosidae. Inga underarter finns listade i Catalogue of Life.